# Jeep Grand Cherokee
Jeep Grand Cherokee — среднеразмерный внедорожник, производимый американской компанией Chrysler (отделение Jeep).

## ZJ
ZJ производился с 19 апреля 1992 года по 22 мая 1998 года, на заводе в Детройте, США. С 1994 года также собирался в Австрии на заводе компании Steyr-Daimler-Puch в количестве около 30 000 автомобилей в год. Всего с 1992 по 2000 было выпущено 1 428 095 Jeep Grand Cherokee ZJ. Официально в РФ не поставлялся.
Машина выпускалась со следующими двигателями:
- Двигатель AMC 242

Рабочий объем: 4,0 л., Объем масла (л): 5,7
Вес двигателя (кг): 220—230
- Двигатель Magnum 318

Рабочий объем: 5,2 л., Объем масла (л): 4,7
Вес двигателя (кг): 245
- Двигатель 425 OHV или 425CX2

Рабочий объем: 2,5 л., Дизель
- Двигатель Magnum 360

Рабочий объем: 5,9 л., Объем масла (л): 4,7

## WJ
WJ выпускался с 17 июля 1998 года (модельный год у автомобилей, выпущенных в 98 году, 99-й) до 25 августа 2004 года, имеет код WJ (для Европы — WG).
На экспортные версии внедорожника устанавливались дизельные силовые агрегаты объемом 2,7 и 3,1 литра, развивающие 163 и 138 л. с.

## WK
Продажи WK в России стартовали летом 2005 года.
'Модификации и двигатели:'
- 3.0 CRDi 4WD (218Hp) (2004—2010)

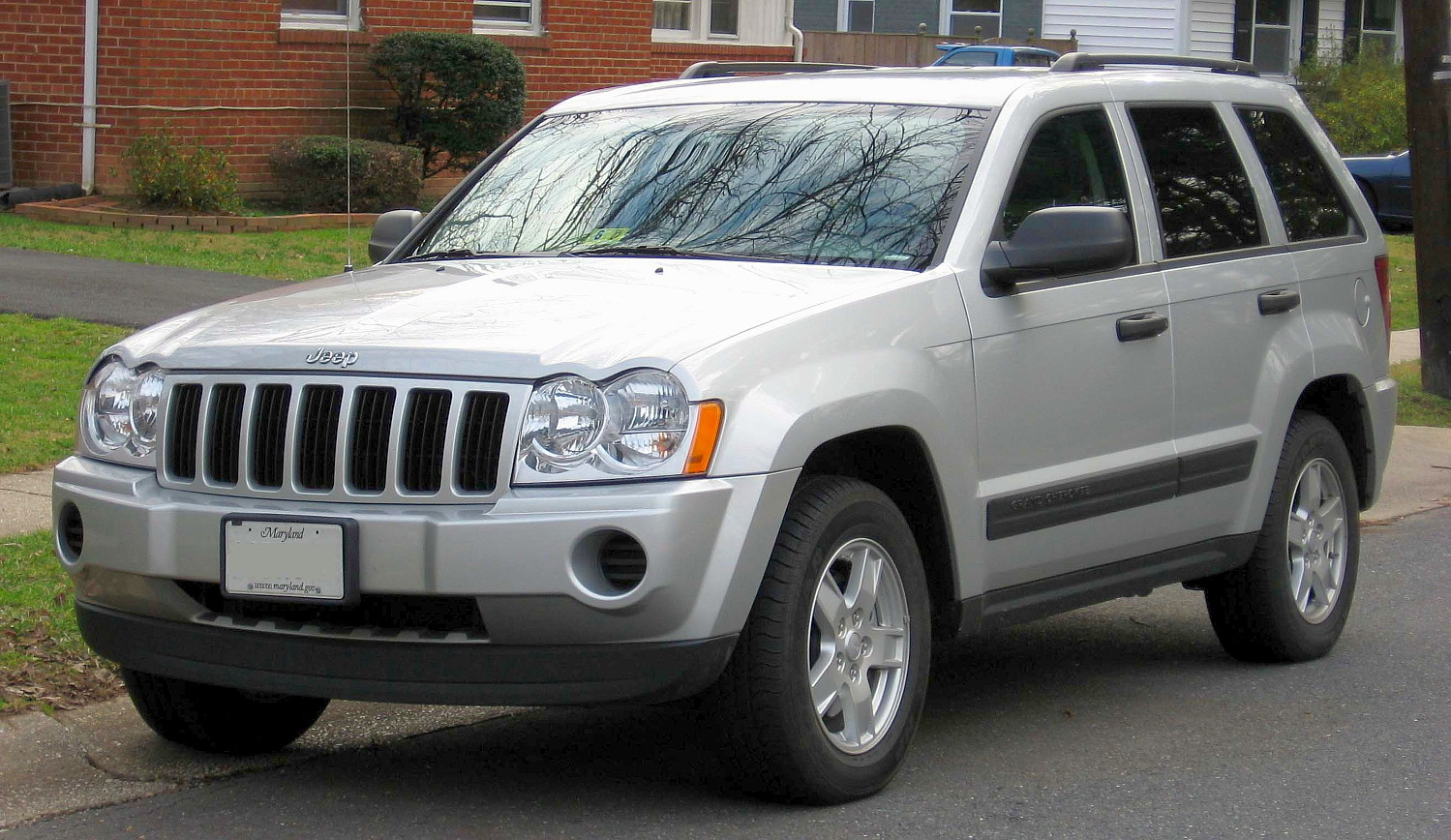
Jeep Grand Cherokee 2006

- 3.7 i V6 2WD(4WD) (210Hp) (2004—2010)
- 4.7 i V8 2WD(4WD) (230Hp) (2004—2010)
- 5.7 i V8 4WD (325Hp) (2004—2010)
- 6.1 i V8 SRT-8 4WD (432Hp) (2005—2010)

### Безопасность
| Euro NCAP                                           | Euro NCAP | Euro NCAP | Euro NCAP |
| --------------------------------------------------- | --------- | --------- | --------- |
| Рейтинги                                            | Пассажир  |           | 26        |
| Рейтинги                                            | Ребёнок   |           | 35        |
| Рейтинги                                            | Пешеход   |           | 0         |
| Протестированная модель: Jeep Grand Cherokee (2005) |           |           |           |

## WK2

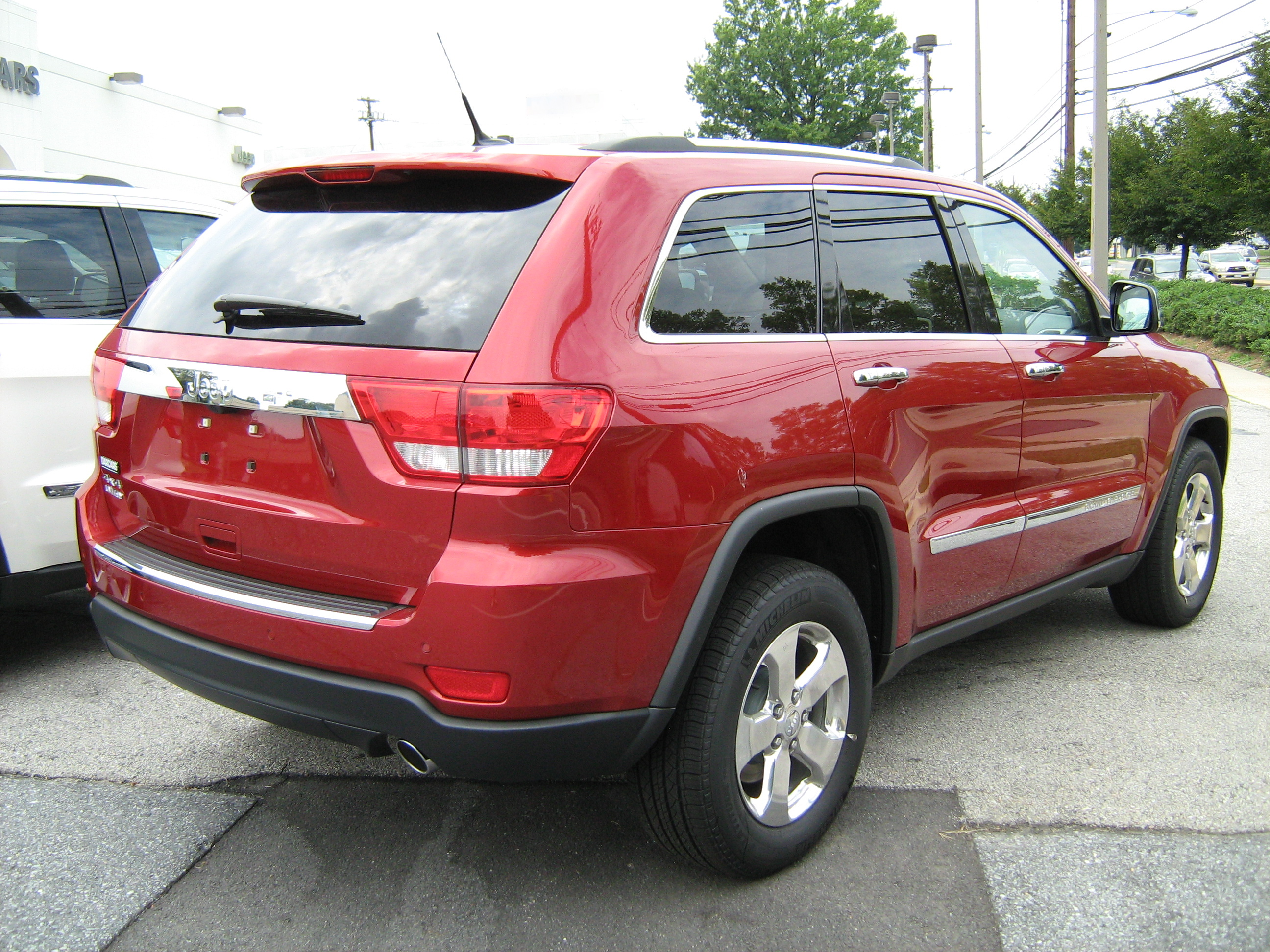
2011 Jeep Grand Cherokee Limited

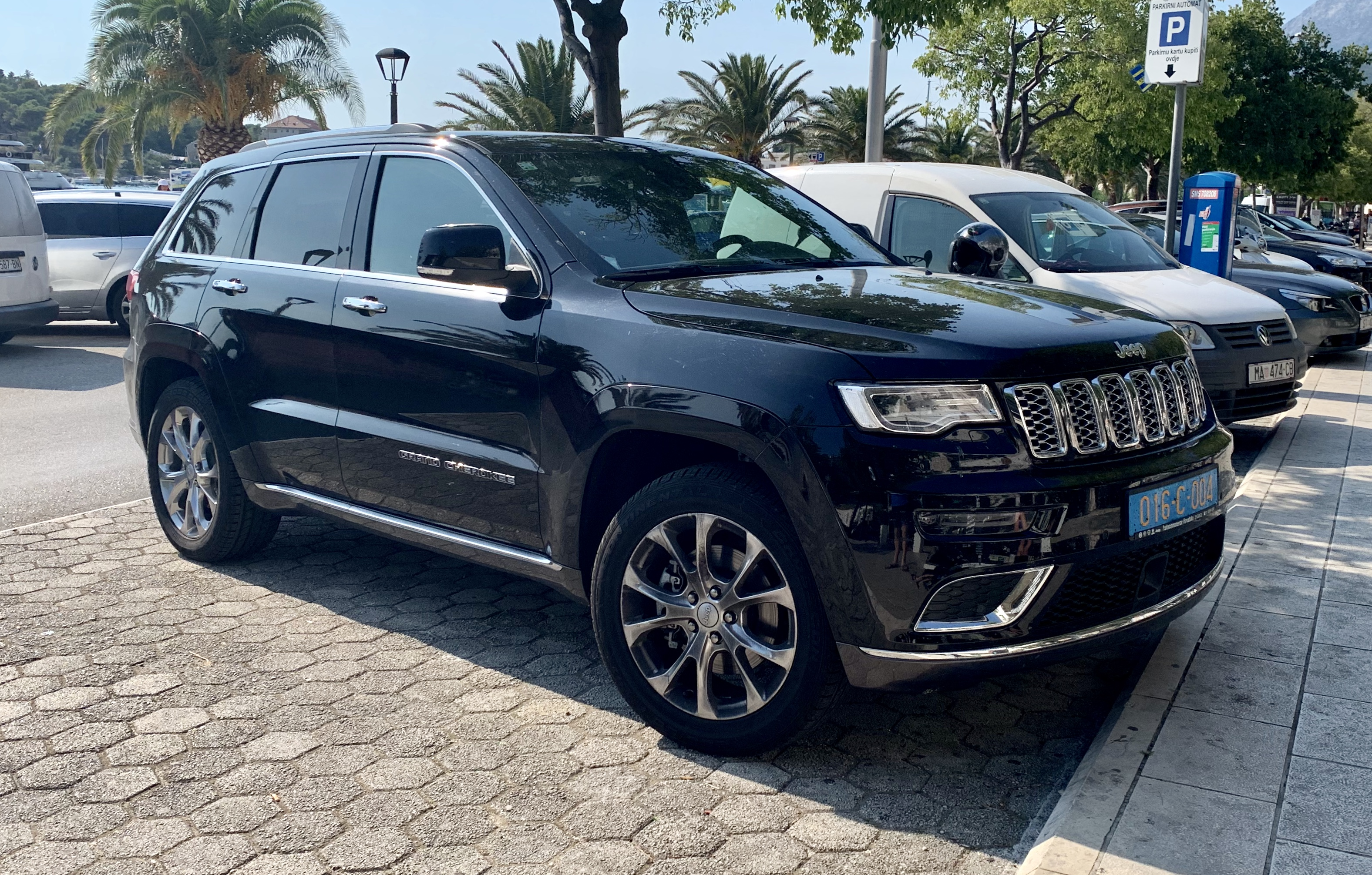
2017 Jeep Grand Cherokee

Jeep Grand Cherokee четвёртого поколения дебютировал в апреле 2009 года на автосалоне в Нью-Йорке. Производство началось в мае 2010 года на заводе Jefferson North Assembly в Детройте. Построен на платформе Mercedes-Benz M-класса третьего поколения (кузов W166).
В январе 2013 года на автосалоне в Детройте дебютировал обновлённый автомобиль. Модернизация коснулась экстерьера, интерьера и оснащения. Прежняя автоматическая коробка передач была заменена на новую, восьмиступенчатую. Спортивная модификация внедорожника стала называться просто Jeep Grand Cherokee SRT.

### Безопасность
| Euro NCAP                                                                      | Euro NCAP | Euro NCAP | Euro NCAP             |
| ------------------------------------------------------------------------------ | --------- | --------- | --------------------- |
| · общий рейтинг                                                                |           |           |                       |
| 81%                                                                            | 69%       | 45%       | 71%                   |
| взрослый пассажир                                                              | ребёнок   | пешеход   | активная безопасность |
| Протестированная модель: Jeep Grand Cherokee, 3,0 дизель «Limited», LHD (2011) |           |           |                       |

### Двигатели
| Годы выпуска | Двигатель          | Максимальная мощность, кВт (л. с.) при об/мин | Максимальный крутящий момент, Н•м при об/мин | Трансмиссия                       |
| ------------ | ------------------ | --------------------------------------------- | -------------------------------------------- | --------------------------------- |
| 2011—н. в.   | 3.0 V6 diesel      | 177 (241)/4000                                | 550/1800—2800                                | 5-ст. АКПП                        |
| 2010—н. в.   | 3.6 V6 Pentastar   | 210 (295)/6350                                | 347/4300                                     | 5-ст. АКПП 8-ст. АКПП (с 2013 г.) |
| 2013—н. в.   | 3.0 V6 Pentastar   | 175 (238)/6350                                | 295/4300                                     | 8-ст. АКПП                        |
| 2010—н. в.   | 5.7 V8 Hemi        | 259 (352)/5200                                | 520/4200                                     | 6-ст. АКПП                        |
| 2011—н. в.   | 6.4 V8 Hemi (SRT8) | 344 (468)/6250                                | 624/4100                                     | 5-ст. АКПП 8-ст. АКПП (с 2013 г.) |

### Jeep Grand Cherokee в России
| Продажи, шт. | Продажи, шт. |
| Год          | В России     |
| ------------ | ------------ |
| 2015         | 1203         |
| 2016         | 573          |
| 2017         | 752          |
| 2018         | 1009         |
| 2019         | 861          |
| 2020         | 526          |